# Galab Donev
Galab Spasov Donev (bolgarsko Гълъб Спасов Донев, Gălăb Spasov Donev), bolgarski politik, * 28. februar 1967, Sofija.
Od 2. avgusta 2022 do 6. junija 2023 je opravljal funkcijo začasnega premierja Bolgarije. Kot neodvisni politik je bil pred tem minister za delo in socialno politiko v vladi Stefana Janeva. Je strokovnjak za finance, pravo in socialno politiko, ima pa tudi vojaške izkušnje.